# 1457

## Родени
- 13 февруари – Мария Бургундска, херцогиня на Бургундия

## Починали
- 14 март – Хингтаи, император на Китай (* 1428)